# یولیا یلیستراتووا
یولیا یلیستراتووا (اوکراینی: Юлія Олександрівна Єлістратова؛ زادهٔ ۱۵ فوریهٔ ۱۹۸۸) ورزشکار اهل اوکراین است. وی همچنین از ورزشکاران سه‌گانه بازی‌های المپیک تابستانی ۲۰۰۸ و ۲۰۱۲ بوده است.